# Pietenberg
Pietenberg (bairisch Biamberg) ist ein Ortsteil von Taufkirchen im oberbayerischen Landkreis Mühldorf am Inn.

## Geographie
Das Kirchdorf liegt circa zwei Kilometer nördlich von Taufkirchen an der Staatsstraße 2091, die Taufkirchen mit Kraiburg am Inn verbindet.

## Geschichte
Pietenberg wurde 925 als Puotinperch erstmals urkundlich im Codex Odalberti (datiert auf 923 bis 935), aufbewahrt im Wiener Haus-, Hof-, und Staatsarchiv, erwähnt.
Puotinperch war nach dieser Urkunde, ausgestellt zu Erharting am 2. August 931, bereits Kirchenort. Die Kirche war dem Erzbistum Salzburg zugeordnet. Die heutige Wallfahrtskirche St. Mariä Himmelfahrt in Pietenberg ist ein später teilweise veränderter gotischer Kirchenbau des 15. Jahrhunderts.
Seit 1808 war Pietenberg Teil des Steuerdistrikts Taufkirchen und ab 1818 gehörte das Kirchdorf zur mit dem Zweiten Gemeindeedikt gegründeten kommunalen Körperschaft der Gemeinde Taufkirchen.